# Modeste M’Bami
Modeste M’Bami (* 9. Oktober 1982 in Yaoundé; † 7. Januar 2023 in Le Havre, Frankreich) war ein kamerunischer Fußballspieler. Er starb an den Folgen eines Herzinfarktes.

## Karriere

### Verein
M’Bamis Karriere begann als 15-Jähriger in seinem Heimatland Kamerun bei Dynamo FC Douala. Dort spielte er zwischen 1998 und 2000, ehe die ersten europäischen Vereine auf ihn aufmerksam wurden. Schließlich entschied er sich für einen Wechsel nach Frankreich zum CS Sedan. Nach einigen Anfangsproblemen lebte er sich ein und konnte in drei Jahren 69 Spiele absolvieren, erzielte dabei jedoch kein Tor.
Zur Saison 2003/04 einigte er sich mit Paris Saint-Germain und wechselte für 3 Millionen Euro zum Hauptstadtklub. In seinen drei Jahren bei den Parisern war er eine wichtige Stütze der Mannschaft, lief insgesamt 91 Mal für die Blau-Roten auf und konnte seinen ersten Ligue-1-Treffer erzielen. Besonders in seiner ersten Saison bildete er mit Lorik Cana einen starken Mittelfeldverbund, und man erreichte den zweiten Platz in der Liga. Neben diesem Erfolg wurde der französische Pokal gewonnen. In der Folgesaison hatte M’Bami mit Verletzungen zu kämpfen und konnte nicht an die gute Vorjahresleistung anknüpfen. So brach er sich im Dezember 2004 beim Champions-League-Spiel gegen ZSKA Moskau das Wadenbein und hatte lange um sein Comeback zu kämpfen. In seinem letzten Jahr für PSG konnte er nochmals den französischen Pokal gewinnen.
Im Sommer 2006 wechselte er für eine unbekannte Ablöse nach Marseille. Dort traf er auch wieder auf Lorik Cana, der schon ein Jahr zuvor zu OM wechselte, und avancierte schnell zum Leistungsträger. Seine erste Saison mit I'Oheme wurde ein erfolgreiches Jahr und er konnte den Einzug in das Pokalfinale sowie die Vize-Meisterschaft mit den Südfranzosen feiern, im Jahr darauf reichte es nur zu Platz 3.
Dieser Vertrag lief im Sommer 2009 aus. Seitdem nahm M’Bami an verschiedenen Probetrainings bei englischen Vereinen teil, und am 1. Oktober 2009 wurde bekannt, dass er zum spanischen Erstligisten UD Almería wechselte. Er erhielt dort einen Ein-Jahres-Vertrag mit der Option auf zwei weitere Jahre.
Im Juli 2011 wechselte M’Bami nach China, zu Dalian Aerbin, wurde aber direkt an Changchun Yatai F.C. ausgeliehen. Im Juli 2012 wechselte er dann zum saudi-arabischen Verein Al-Ittihad. Das erste Halbjahr 2014 spielt er in Kolumbien bei Millonarios FC und wechselte dann im Sommer zum AC Le Havre.
2016 verließ er den Verein und beendete seine Karriere.

### Nationalmannschaft
Noch als junger Spieler durchlief M’Bami die verschiedenen Juniorenauswahlmannschaften Kameruns und stellte sein Talent unter Beweis. 2000 wurde er das erste Mal für die A-Mannschaft seines Heimatlandes berufen und konnte mit ihr den Gewinn der Olympischen Spiele 2000 in Sydney feiern. Während des Konföderationen-Pokals 2003 erreichte er das Finale mit Kamerun und stand im Kader der Mannschaft, die an der Fußball-Afrikameisterschaft 2004 in Tunesien teilnahm. Für die Fußball-Weltmeisterschaft 2006 in Deutschland konnte sich seine Mannschaft allerdings nicht qualifizieren und man landete in der Qualifikationsrunde nur auf Platz 2 hinter der Elfenbeinküste.

## Titel und Erfolge

### Verein
- Französischer Vize-Meister mit Paris Saint-Germain: 2004
- Französischer Pokalsieger mit Paris SG: 2004, 2006
- Französischer Vize-Meister mit Olympique Marseille: 2007

### Nationalmannschaft
- Gewinn der Olympischen Spiele in Sydney: 2000
- Finalist des Konföderationen-Pokal: 2003